# آبورن لیک تریلز (کالیفرنیا)
آبورن لیک تریلز (به انگلیسی: Auburn Lake Trails) یک منطقهٔ مسکونی در ایالات متحده آمریکا است که در شهرستان ال دورادو، کالیفرنیا واقع شده‌است. آبورن لیک تریلز ۳۳٫۰۲ کیلومتر مربع مساحت و ۱۳٬۳۳۰ نفر جمعیت دارد و ۵۸۴ متر بالاتر از سطح دریا واقع شده‌است.